# Mačke iz visokog društva
Mačke iz visokog društva (engl. The Aristocats) je američki animirani film iz 1970. godine, produkcija Disneyjevog studija. To je 20. animirani film iz studija Disneyjevog studija. Glavnu ulogu u filmu imaju mačke iz visokog društva. Film je redatelja Winston Hibler i Wolfgang Reitherman, u kojem su glasove posudili Phil Harris, Eva Gabor, Liz English, Gary Dubin, Dean Clark, i Scatman Crothers.

## Radnja
Priča počinje u Parizu u kući Gospođe. Gospođa ima jednu bijelu mačku Vojvotkinju i tri mačića: Toulousea, Berlioza i Mariju. Jednoga dana Gospođi u posjet dođe starac Georges kojemu ona kaže da bi svoje bogatstvo htjela ostaviti svojim mačkama. Ali baš u tom trenutku znatiželjni sluga Edgar prisluškivao je kroz cijev što Gospođa i Georges govore, pa je odlučio oteti mačke. Plan je uspio, jer je Edgar mačkama u jelo stavio opojno sredstvo za spavanje. U planu su ga omela dva psa-skitnice. No Edgar je ipak uspio odbaciti košaru s mačkama na napušteni proplanak i pobjeći. Mačke su srele mačka-skitnicu, Tomasa O' Maleyja koji se zaljubio u Vojvotkinju (a i ona u njega). Uz pomoć Toma, njegovog prijatelja Scata i njegove sviračke mačje bande, Vojvotkinja, Toulouse, Berlioz i Marija uspjeli su se vratiti u Gospođinu kuću.

## Vanjske poveznice
- Mačke iz visokog društva u internetskoj bazi filmova IMDb-a
- Mačke iz visokog društva na Rotten Tomatoes